# تیم ملی والیبال مردان رومانی
تیم ملی والیبال مردان رومانی از بهترین بازیکنان رومانیایی که از سوی فدراسیون والیبال رومانی (FRV) برگزیده شده‌اند، ساخته شده است. این کشور در رده بندی جهانی ارائه شده از سوی فدراسیون بین‌المللی والیبال در ۴ ژانویهٔ ۲۰۱۲، در جایگاه ۴۰ ام جای گرفته است.

## دست آوردهای گذشته

### بازی‌های المپیک
- ۱۹۶۴: رتبه ۴ ام
- ۱۹۶۸: بدون موفقیت چشم‌گیر
- ۱۹۷۲: رتبه ۵ام
- ۱۹۷۶: بدون موفقیت چشم‌گیر
- ۱۹۸۰: رتبهٔ ۳ ام
- ۱۹۸۴: بدون موفقیت چشم‌گیر
- ۱۹۸۸: بدون موفقیت چشم‌گیر
- ۱۹۹۲: بدون موفقیت چشم‌گیر
- ۱۹۹۶: بدون موفقیت چشم‌گیر
- ۲۰۰۰: بدون موفقیت چشم‌گیر
- ۲۰۰۴: بدون موفقیت چشم‌گیر
- ۲۰۰۸: بدون موفقیت چشم‌گیر
- ۲۰۱۲: بدون موفقیت چشم‌گیر

### قهرمانی والیبال جهان
- ۱۹۴۹: رتبهٔ ۵ ام
- ۱۹۵۲: رتبهٔ ۴ ام
- ۱۹۵۶: رتبهٔ ۲ ام
- ۱۹۶۰: رتبهٔ ۳ ام
- ۱۹۶۲: رتبهٔ ۳ ام
- ۱۹۶۶: رتبهٔ ۲ ام
- ۱۹۷۰: رتبهٔ ۷ ام
- ۱۹۷۴: رتبهٔ ۶ ام
- ۱۹۷۸: رتبهٔ ۱۳ ام
- ۱۹۸۲: رتبهٔ ۱۵ ام
- ۱۹۸۶: بدون موفقیت چشم‌گیر
- ۱۹۹۰: بدون موفقیت چشم‌گیر
- ۱۹۹۴: بدون موفقیت چشم‌گیر
- ۱۹۹۸: بدون موفقیت چشم‌گیر
- ۲۰۰۲: بدون موفقیت چشم‌گیر
- ۲۰۰۶: بدون موفقیت چشم‌گیر
- ۲۰۱۰: بدون موفقیت چشم‌گیر

### قهرمانی والیبال اروپا
- ۱۹۴۸: بدون موفقیت چشم‌گیر
- ۱۹۵۰: رتبهٔ ۵ ام
- ۱۹۵۱: رتبهٔ ۴ ام
- ۱۹۵۵: رتبهٔ ۲ ام
- ۱۹۵۸: رتبهٔ ۲ ام
- ۱۹۶۳: مقام قهرمانی
- ۱۹۶۷: رتبهٔ ۵ ام
- ۱۹۷۱: رتبهٔ ۳ ام
- ۱۹۷۵: رتبهٔ ۴ ام
- ۱۹۷۷: رتبهٔ ۳ ام
- ۱۹۷۹: رتبهٔ ۷ ام
- ۱۹۸۱: رتبهٔ ۵ ام
- ۱۹۸۳: رتبهٔ ۸ ام
- ۱۹۸۵: رتبهٔ ۸ ام
- ۱۹۸۷: رتبهٔ ۱۰ ام
- ۱۹۸۹: رتبهٔ ۱۲ ام
- ۱۹۹۱: بدون موفقیت چشم‌گیر
- ۱۹۹۳: بدون موفقیت چشم‌گیر
- ۱۹۹۵: رتبهٔ ۹ ام
- ۱۹۹۷: بدون موفقیت چشم‌گیر
- ۱۹۹۹: بدون موفقیت چشم‌گیر
- ۲۰۰۱: بدون موفقیت چشم‌گیر
- ۲۰۰۳: بدون موفقیت چشم‌گیر
- ۲۰۰۵: بدون موفقیت چشم‌گیر
- ۲۰۰۷: بدون موفقیت چشم‌گیر
- ۲۰۰۹: بدون موفقیت چشم‌گیر
- ۲۰۱۱: بدون موفقیت چشم‌گیر

### لیگ اروپا
- ۲۰۰۴: شرکت نکردند
- ۲۰۰۵: شرکت نکردند
- ۲۰۰۶: شرکت نکردند
- ۲۰۰۷: رتبهٔ ۷ ام
- ۲۰۰۸: شرکت نکردند
- ۲۰۰۹: رتبهٔ ۱۰ ام
- ۲۰۱۰: رتبهٔ ۴ ام
- ۲۰۱۱: رتبهٔ ۴ ام
- ۲۰۱۲: رتبهٔ ۹ ام

### جام جهانی
- ۱۹۶۵: رتبهٔ ۶ ام
- ۱۹۶۹:: رتبهٔ ۷ ام
- ۱۹۹۷: بدون موفقیت چشم‌گیر
- ۱۹۸۱: بدون موفقیت چشم‌گیر
- ۱۹۸۵: بدون موفقیت چشم‌گیر
- ۱۹۸۹: بدون موفقیت چشم‌گیر
- ۱۹۹۱: بدون موفقیت چشم‌گیر
- ۱۹۹۵: بدون موفقیت چشم‌گیر
- ۱۹۹۹: بدون موفقیت چشم‌گیر
- ۲۰۰۳: بدون موفقیت چشم‌گیر
- ۲۰۰۷: بدون موفقیت چشم‌گیر
- ۲۰۱۱: بدون موفقیت چشم‌گیر